# Hypleurochilus geminatus
Hypleurochilus geminatus es una especie de pez de la familia Blenniidae en el orden de los Perciformes.

## Morfología
• Los machos pueden llegar alcanzar los 10 cm de longitud total.

## Reproducción
Es ovíparo.

## Hábitat
Es un pez de mar y de clima subtropical.

## Distribución geográfica
Se encuentra desde Carolina del Norte hasta Texas, incluyendo el sur de Florida.